# Tornado de San Justo
El Tornado de San Justo fue un tornado categoría F5 que afectó a la ciudad argentina de San Justo (provincia de Santa Fe) el día miércoles 10 de enero de 1973, causando 63 muertes, más de 200 heridos y millones de pesos en pérdidas materiales. Es el único tornado de tal magnitud registrado en la Historia no solo de Sudamérica, sino de todo el hemisferio sur. Este tornado fue estudiado por Tetsuya Fujita (uno de los creadores de la escala Fujita-Pearson) y lo calificó como el tornado más intenso registrado fuera de los Estados Unidos. En el año 2018 un grupo de santafesinos realizó un documental titulado "Vorágine" sobre la vivencia de 3 familiares de víctimas en el antes, el durante y el después del tornado. La película fue dirigida por Fernando Molinas wolshi y producida por Imanol Sánchez.

## El tornado
San Justo (provincia de Santa Fe) es una ciudad de 28.700 habitantes, cabecera de un departamento de 50.000 personas. Está emplazada en un terreno alto, con riego y tierra rica en humus.
Después de una mañana de un intenso calor, al mediodía se vieron pasar enormes nubes torrecúmulos.
Cerca del mediodía cayeron algunos chaparrones aislados, debido al alto contenido de humedad relativa y a la extrema inestabilidad que había.
Después, algunos percibieron una pestilencia como de azufre. A las 14:15,en las inmediaciones de las vías del Ferrocarril General Belgrano, en pleno campo, se formó un tornado que en menos de  1 minuto alcanzó la categoría F5. El tornado duró unos 10 minutos. Se desplazó unos 3200 m hacia el sur, devastando todo a una anchura de 319 m, una cuadra a cada lado del bulevar Roque Sáenz Peña, que cruza la ciudad de norte a sur.
En el hemisferio sur nunca se había registrado un tornado tan fuerte a excepción del tornado de Bowen, ocurrido en 1876 en Australia, cuando los registros aún no eran claros.
Los registros de tornados datan de fines del siglo XIX.[cita requerida]

## Durante el fenómeno

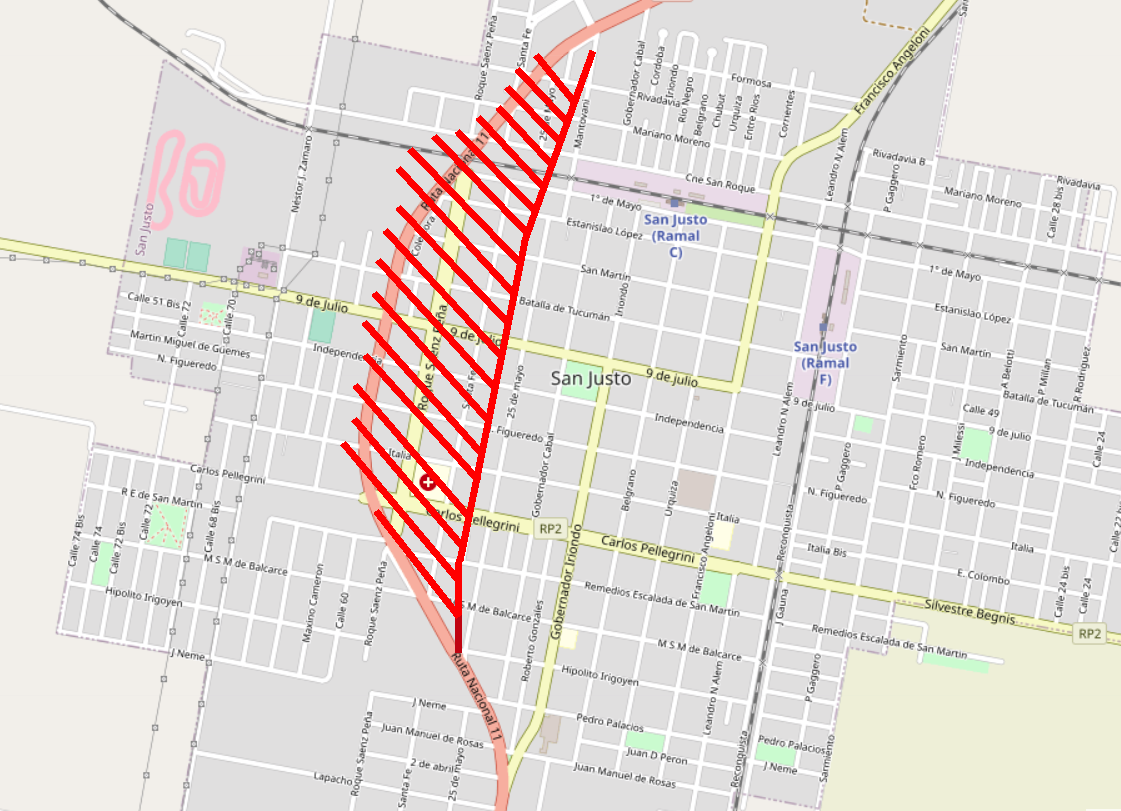
Plano de la ciudad de San Justo. La parte rayada muestra la zona más afectada por el tornado.

El tornado succionó casi toda el agua de una laguna cercana.
Según los testigos, la tierra temblaba como si un avión a reacción estuviera aterrizando sobre las viviendas.
El tornado cambió de color: comenzó con una coloración violácea, para después en plena acción devastadora se tornó rojizo (debido al contenido de polvo de ladrillo de los escombros).
Un automóvil que se encontraba estacionado frente a un hotel apareció convertido en chatarra sin motor a 300 m, otros vehículos por la presión del viento se encontraron totalmente destruidos e irreconocibles.
Un remolque con piso metálico fue sepultado en una zanja de dos metros de profundidad.
Un carro para reparto de soda, fue arrojado 300 m de donde se encontraba, golpeó contra una casa de dos plantas. El caballo que lo remolcaba quedó vivo, sobre la copa destrozada de un eucalipto.
Según testigos, varios camiones con acoplado giraron enloquecidamente en el suelo. Uno de ellos, después de esquivar varias casas, cayó en el fondo de una huerta.
En una concesionaria de tractores y máquinas agrícolas, los tractores «cero kilómetro» (o sea, nuevos) fueron encontrados en un bosque a 500 m del negocio. Estaban irreconocibles, algunos sin ruedas, sin motor, etc.
Muchas casas de material (ladrillos) fueron destruidas desde sus cimientos, y los escombros volaron, pues solo quedó el terreno limpio.
Algunas casas desaparecieron por completo, mientras que en sus vecinas solo se volaron los techos y se rompieron las ventanas.

Estábamos en casa yo, mi señora y el nene cuando me pareció oír una explosión. Decidí ir a ver lo que pasaba y me costó mucho abrir la puerta. Al ver de qué se trataba salimos todos a la intemperie, pero de pronto el viento nos levantó y subimos como a tres metros de altura, volvimos a caer a una distancia de una cuadra [100 m] más o menos, y el viento nos arrastró por el suelo otros 50 metros bajo una lluvia de una violencia impresionante. A Dios gracias los tres estamos a salvo.
Un obrero de 37 años

En las inmediaciones de las vías del ferrocarril se encontraba un tambo: el tornado levantó a todas las vacas a más de 30 m de altura para luego aplastarlas contra el suelo.
Un vecino industrial de San Justo, que perdió gran parte de su casa, estimó que la cantidad de muertos fue escasa en relación con la acción devastadora del tornado:

Si esto hubiera ocurrido dos horas después, estaríamos hablando de más de 100 muertos, aquí a esa hora la mayoría estaba durmiendo la siesta en sus casas. Suerte que a esa hora en mi fábrica no estaba trabajando nadie, ni en los silos y negocios adyacentes, que ahora están destruidos.

Una familia formoseña (el padre, la madre y tres hijos) habían pasado las fiestas navideñas en Buenos Aires, donde se encontraban sus familiares. Regresaban por la ruta 11 rumbo a Formosa en un automóvil Falcon color amarillo. Al llegar al paso a nivel del ferrocarril Belgrano se asustaron al advertir la fuerza de la tormenta. El automóvil casi no avanzaba. El padre les dijo a la madre y a los hijos que cerraran los vidrios de las ventanillas mientras trataba de estacionar en la cuneta. «Vamos a esperar a que pase la tormenta», dijo el hombre. En ese momento estallaron los cristales, y el automóvil comenzó a volar alocadamente, mientras se arrancaban las puertas. La mujer se desmayó. Cuando se recuperó estaba acostada en el suelo con heridas leves en medio de un barrio de San Justo lleno de escombros de casas destruidas.
Se tardó varios días en identificarla. Todos los ocupantes del auto habían perecido menos ella.
El tornado levantó por el aire a cuatro personas que caminaban por la ruta 11, y las arrojó a un bosque de eucaliptos a 600 m, donde fueron recogidas dos días después. Los cadáveres estaban irreconocibles, sin ropas, en la copa de los árboles.

## Después del tornado
Al terminar el paso del tornado ―a las 14:25 aproximadamente― llovió copiosamente durante una hora más.
Los vecinos se organizaron rápidamente para socorrer a las víctimas.
En el pasillo de entrada de la jefatura de policía y en el hospital de San Justo alinearon decenas de cadáveres para ser identificados por familiares o amigos. Muchos estaban desnudos (la fuerza del viento rompía y arrancaba las ropas) y cubiertos con frazadas. La mayoría había muerto por fracturas múltiples, o por los fuertes golpes o heridas producidos por «proyectiles» (objetos lanzados por el viento). En general estaban manchados de color marrón oscuro (debido a la sangre mezclada con tierra)
razonablemente.
Todas las radiocomunicaciones se cortaron. Debido a la ausencia de radioaficionados (provistos de grupo electrógeno para poder transmitir sin electricidad de red), la noticia llegó con atraso a la ciudad de Santa Fe ―capital de la provincia, a 105 km al sur de San Justo― ya que los mismos automovilistas que transportaban a los heridos dieron la trágica nueva.
Unas 2000 personas quedaron sin hogar, en total indigencia, sin nada que recuperar.

## Zona de tornados
La provincia de Santa Fe, se encuentra en una zona de tornados del planeta, recientemente bautizada como el Pasillo de los Tornados, que incluye a las provincias de Córdoba, norte y noreste de la provincia de Río Negro, Entre Ríos, Chaco, Formosa, Santiago del Estero, Corrientes, Buenos Aires, centro, oeste y norte de La Pampa, Misiones, los estados del sur y sureste de Brasil, y las repúblicas de Uruguay y sur de Paraguay.
Durante la temporada de primavera y verano, en esa zona se experimentan fuertes tormentas, que en muchos casos alcanzan el estado de supercelda y muchas de ellas generan tornados de distintas intensidades.
Debido al ancho continental del Cono Sur, inferior al de América del Norte, la ocurrencia de tornados es inferior a los de esa región.